# 布拉戈耶夫格勒半島
布拉戈耶夫格勒半島（英語：Blagoevgrad Peninsula）是南極洲的半島，位於葛拉漢地，寬17公里，是拉森冰棚在2002年形成，該半島以保加利亞西南部的城市命名。

## 外部連結

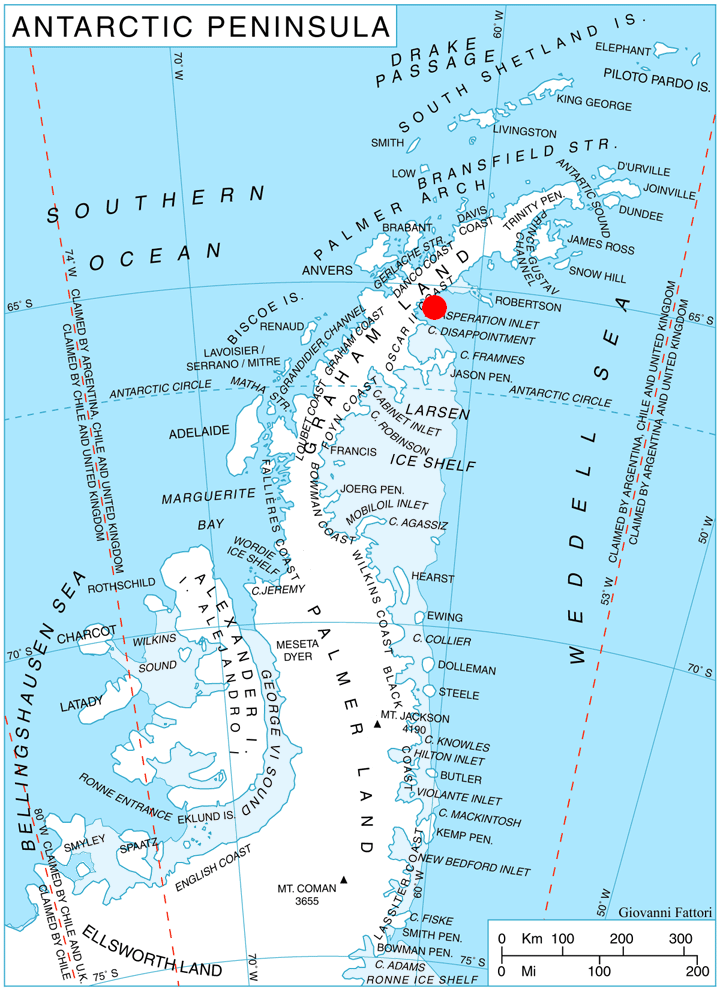

- Blagoevgrad Peninsula. （页面存档备份，存于） SCAR Composite Antarctic Gazetteer.